# Colossendeis minor
Colossendeis minor is een zeespin uit de familie Colossendeidae. De soort behoort tot het geslacht Colossendeis. Colossendeis minor werd in 1893 voor het eerst wetenschappelijk beschreven door Schimkewitsch. 